# Pterotiltus minimus
Pterotiltus minimus är en insektsart som beskrevs av Willy Adolf Theodor Ramme 1929. Pterotiltus minimus ingår i släktet Pterotiltus och familjen gräshoppor. Inga underarter finns listade i Catalogue of Life.